# Agosto, foto di famiglia
Agosto, foto di famiglia (August: Osage County) è un dramma di Tracy Letts vincitore del Premio Pulitzer per la drammaturgia e del Tony Award alla migliore opera teatrale nel 2008. La pièce debuttò a Chicago nell'estate 2007 e nel dicembre dello stesso anno la produzione fu trasferita al Music Box Theatre di Broadway, dove rimase in cartellone per 666 repliche fino al giugno 2009. Successivamente il dramma è andato in tournée negli Stati Uniti ed altre produzioni sono state messe in scena a Londra, Taiwan e Polonia.

## Trama

### Prologo
Nella sua grande casa ad Osage County Beverly Weston, un tempo celebre poeta, fa un colloquio di lavoro a Johnna, una giovane Cheyenne, per una posizione da badante per la moglie Violet, affetta da un cancro alla bocca. Oltre ad essere un'accanita fumatrice, Violet è anche un'alcolizzata e dipendente da analgesici, che la rendono ancora più collerica e instabile. Dopo aver conosciuto Johnna e litigato con Beverly, Violet torna di sopra e il padrone di casa offre il lavoro alla nativa americana, le presta un libro di T.S. Eliot e torna a bere.

### Primo atto
Sono passate alcune settimane e la famiglia Weston si riunisce perché Beverly è sparito ormai da giorni. A casa con Violet ci sono Johnna, la figlia Ivy, la sorella Mattie Fae ed il cognato Charlie. Invece di preoccuparsi del marito scomparso, Violet tiranneggia la famiglia e, in particolare, Ivy, di cui critica la sciatteria e mancanza di trucco. Giunge la notizia che la barca di Bev è sparita e si diffonde in famiglia il sospetto che il poeta si sia suicidato. Arriva a casa anche Barbara, la sorella maggiore di Ivy, il marito Bill e la figlia quattordicenne Jean; Barbara non torna a casa da alcuni anni, ha un rapporto molto conflittuale con la madre e le vuole tenere nascosto che il marito Bill l'ha lasciata per una donna più giovane. Violet non perde tempo e accusa Barbara di avere abbandonato la famiglia e spezzato il cuore al padre nel momento in cui entra in casa.
Più tardi in serata Johnna e Jean fanno amicizia, quando la ragazza va nella camera della badante per fumare erba e racconta alla nativa americana della fine del matrimonio dei suoi. Intanto Bill e Barbara litigano mentre fanno il letto, nervosi di dover portare avanti la finzione del loro matrimonio davanti agli Weston; Barbara in particolare è ferita per il tradimento di Bill, che ha una relazione con una delle sue studentesse all'università. Deon Gilbeau, lo sceriffo locale e ragazzo di Barbara al liceo, bussa alla porta degli Weston per riportare la notizia che hanno trovato il corpo di Bev, annegato nel lago. Sotto evidente uso di farmaci, una Violet più che mai confusa accoglie la notizia in modo sorprendente.

### Secondo atto
Sono passati alcuni giorni e la famiglia torna a casa dal funerale di Bev. C'è tensione nell'aria e mentre Violet assume un mucchio di analgesici nello studio del marito, Barbara ed Ivy sono infastidite dalla sorella Karen, arrivata dalla Florida con il fidanzato, che non fa altro che parlare dei piani del suo matrimonio. Ivy si lascia sfuggire che sta frequentando un uomo, ma rifiuta di dire chi. Arrivato a casa anche Charles ed il figlio Little Charles, che non è arrivato in tempo al funerale dello zio perché addormentato; la madre Mattie Fae lo rimprovera aspramente. Steve, il ragazzo di Karen, scopre che Jeanie fuma erba e le offre un po' dalla sua scorta personale; si scopre anche che il ragazzo di Ivy è il cugino Little Charles.
La cena è servita e Violet comincia ad attaccare tutti i membri della famiglia, con aspre critiche e ricordi umilianti. Dopo aver parlato del testamento del marito, Violet smaschera la menzogna di Bill e Barbara. Barbara, furiosa, si accorge che la madre è pesantemente sotto l'influsso di farmaci, che si fa prescrivere in grandi quantità da diversi medici che ricatta. La figlia si avventa su Violet e, dopo essere separate dalla famiglia, Barbara ordina ai parenti di setacciare la casa per trovare tutte le scorte segrete della madre.

### Terzo atto
Sono passate alcune ore e le cose si sono calmate. Le tre sorelle Watson parlano tra di loro e si confidano i loro piani. Ivy vuole scappare a New York con Little Charles, infischiandosi della madre, e rivela a Barbara che era Violet e non Bev ad avere il cuore spezzato quando si trasferì in Colorado. Dopo aver raccontato alle figlie del suo brutto rapporto con la madre, Violet si scusa con Barbara. Mattie Fae scopre il figlio e Ivy in intimità e confronta Barbara, che confessa che sì, i due cugini hanno una relazione. Mattie Fae rivela alla nipote che Little Charles ed Ivy non sono cugini, ma fratellastri, dato che Charles è il figlio che lei ha avuto da una relazione adulterina con Bev. Ma Mattie si rifiuta di confessare la verità al figlio, delegando a Barbara l'ingrato compito di spezzare il cuore ad Ivy.
Pià tardi quella notte Steve e Jean fumano erba e l'uomo prova a molestare la ragazzina, ma viene prontamente fermato da Johnna. Il rumore della loro lite sveglia la casa che si precipita in cucina. Jean, confusa, rimprovera il padre che a lui le donne piacciono poco più giovani di lei, alludendo alla studentessa con cui vive ora, e Barbara la schiaffeggia. Steve e Karen se ne vanno: la donna decide di non credere a Jean e continuare a vivere nella sua finzione. Bill decide di tornare in Colorado con Jean e dice a Barbara che non torneranno mai insieme, anche se la donna lo ama ancora.
Sono passate due settimane e Barbara, ubriaca, consiglia a Johnna di licenziarsi e scappare dal terribile ambiente dei Watson, ma la ragazza declina l'offerte, preferendo restare. Lo sceriffo Gilbeau passa a trovare Barbara per riferirle che il padre è stato per qualche tempo in un motel prima di uccidersi; i due hanno un momento quasi tenero insieme, ma Barbara è troppo provata ed esausta per pensare all'amore. Dopo alcuni giorni, Ivy, Barbara e Violet stanno cenando insieme ed Ivy cerca di dire alla famiglia che sta per partire per New York. Ma Violet la interrompe, affermando di sapere che Little Charles è il figlio bastardo del marito. La notizia sconvolge Ivy che, a dispetto di tutto, decide di fuggire lo stesso con il fratellastro. Violet rivela a Barbara di aver sempre saputo della relazione dei due e di aver intenzionalmente distrutto Ivy per risparmiarle futuri dolori. Barbara e Violet hanno un ultimo, violentissimo litigio: la madre accusa la figlia di aver causato la morte del marito, ma si tradisce e rivela per sbaglio di aver sempre saputo in quale motel Bev si trovasse. Capendo che Violet avrebbe potuto evitare il suicidio del padre, Barbara rinuncia ad aiutare la madre e lascia la casa per sempre. Sconvolta, drogata e confusa, Violet si rifugia da Johanna, che la consola cantilenando un verso di Eliot, "This is the way the world ends, this is the way the world ends".